# イヤー・ゼロ〜零原点…
『イヤー・ゼロ〜零原点…』（Year Zero）はアメリカ合衆国のインダストリアル・ロックバンド、ナイン・インチ・ネイルズの5枚目のスタジオ・アルバム。2007年4月17日にアメリカで、2007年4月27日に日本で発売された。アメリカでは、発売初週に187,000枚を売り上げ、Billboard 200で2位を記録した。

## 概要
楽曲は、前作ウィズ・ティース(With Teeth) （2005年）発表に伴う、ツアー中に作成された。
2022年のディストピアを描くことで、当時のアメリカ政府を批判するというコンセプト・アルバムとして製作された。
本作はリミックス・アルバムやゲーム、映像作品等を含めた「イヤー・ゼロ」プロジェクトの一部であった。
本作の海外での販売価格をめぐり、トレント・レズナーとインタースコープの親会社であるユニバーサル・ミュージックとの間で対立が生じた。
2007年秋、トレントはインタースコープとの契約を終え、同レーベルからの離脱を発表したため、本作は同レーベルから発売される最後のアルバムとなった。

## アートワーク
アートワークはナイン・インチ・ネイルズのアートディレクターを担当するロブ・シェリダン(Rob Sheridan)が手がけた。
ローリング・ストーンの”Best Album Covers of 2007”にアーケイド・ファイアやカニエ・ウェストの作品とともに選出された。
またCDは再生時の熱によりレーベル面が黒から白に変わる仕様となっている。色が変わることによって、バイナリコードが出現する。
このバイナリコードは「イヤー・ゼロ」プロジェクトの一環である代替現実ゲームのウェブサイトへのアクセスコードとなっている。

## 収録曲
全曲とも作詞・作曲は、トレント・レズナー
1. HYPERPOWER!- 1:42
2. The Beginning of the End - 2:47
3. Survivalism - 4:23
4. The Good Soldier - 3:23
5. Vessel - 4:52
6. Me, I'm Not - 4:51
7. Capital G  - 3:50
8. My Violent Heart - 4:13
9. The Warning - 3:38
10. God Given - 3:50
11. Meet Your Master - 4:08
12. The Greater Good- 4:52
13. The Great Destroyer - 3:17
14. Another Version of the Truth - 4:09